# ワシントン広場の夜はふけて
「ワシントン広場の夜はふけて」（ワシントンひろばのよはふけて、"Washington Square"）は、1963年に発売されたヴィレッジ・ストンパーズのインストゥルメンタル曲。作曲はボブ・ゴールドステインとデヴィッド・シャイア。最高位全米2位。世界的な大ヒットを記録して、多くのカバー・バージョンが生まれた。

## 解説
題名のワシントン広場はニューヨーク市グリニッジ・ヴィレッジにあるワシントン・スクエア公園による。
ゴールドシュテインが高校時代に作った「India（インディア）」という曲を、シャイアと共に改作した。発売後に歌詞がつけられて、エイムス・ブラザースらがカバーした。日本でもヴィレッジ・ストンパーズ盤が60万枚以上を売り上げる大ヒットになりまた、漣健児の詞によるダニー飯田とパラダイスキングの歌がヒットした。
ディキシーランド・ジャズに当時流行していたフォークソングの要素を取り入れた曲調は、「フォーク・ディキシー」と呼ばれた。
B面の「Turkish Delight（ターキッシュ・ディライト）」の原曲は、モーツァルトの「トルコ行進曲」。ターキッシュ・ディライトとは、トルコの菓子ロクムのことである。

## 主なカバー
- スパイク・ジョーンズ楽団（1964年）
- ダニー飯田とパラダイスキング（1964年）
- バッキー白片とアロハ・ハワイアンズ
- ダーク・ダックス
- デューク・エイセス
- ザ・ベンチャーズ（1980年）アルバム「CHAMELEON」、（1987年）アルバム「Radical Guitars」に収録（同一バージョン）。
- 憂歌団（1994年）アルバム「知ってるかい!?」に収録。
- 夏木マリ（2008年）アルバム「THE HIT PARADE」に収録。

## 日本のテレビCMでの使用
- 湖池屋 - 2024年「湖池屋プライドポテト」（出演：山崎賢人、新木優子）。オリジナルアレンジ[5]
- 明星食品 - 1985年「チャルメラ みそラーメン」[6]

## 日本でのテレビ番組での使用
- 梶原善の「ビルぶら!レトロ探訪」 - 2022年・BSフジ